# Julian Schöneich
Julian Schöneich (* 15. Februar 1987 in Hamburg) ist ein deutscher Regisseur und Produzent von Musikvideos und Independent-Filmen.

## Leben
Julian Schöneich studierte Film am SAE Institute in Hamburg. Seitdem arbeitet er als freiberuflicher Filmregisseur und Filmeditor. 2009 schloss sich Julian Schöneich mit anderen Filmemachern unter dem Namen Film Fatal zusammen.
Julian Schöneich drehte nach mehreren Kurzfilmen und Musikvideos 2013 seinen Debütfilm Roulette. Der ohne Filmförderung finanzierte Low-Budget-Film lief auf mehreren Filmfestivals und wurde später von Maximum Uncut Productions als DVD-/Blu-Ray veröffentlicht.
2015 stellte er den Dokumentarfilm St. Pauli Zoo fertig, in dem unter anderem Schauspieler Thomas Born und Rapper Nate57 mitwirkten. Das Projekt wurde durch ein erfolgreiches Crowdfunding über die Plattform Startnext finanziert.
Von 2018 bis 2020 drehte er die Webserie Freelancers, die den Asia Web Award in der Kategorie „Best Ensemble Cast in a Comedy“ sowie den Jurypreis der Seriale gewann.

## Filmografie (Auswahl)
- 2009: Lisa und der Tod (Kurzfilm)
- 2013: Roulette
- 2015: MC Basstard – Antimaterie (Musikvideo)
- 2015: St. Pauli Zoo
- 2016: Couchsurfers (Kurzfilm)
- 2017: The People vs. G20 (Kurzdokumentarfilm)
- 2017: Honey, I am Home (Kurzfilm)
- 2018–2020: Freelancers (Webserie)
- 2022: Theater Reeperbahn (Spielfilm)[6]